# Hybrid (mynt)
En hybrid är ett mynt vars åtsida och frånsida inte hör samman. Hybrider förekommer ofta vid efterprägling av andra länders mynt, såsom skedde till exempel i Sigtuna cirka 995-1030. Det är också vanligt vid provmyntning, där samma motiv finns på bägge sidor. Detta är dock ingen riktig hybrid.
Kallas också mula.